# Przewód tętniczy

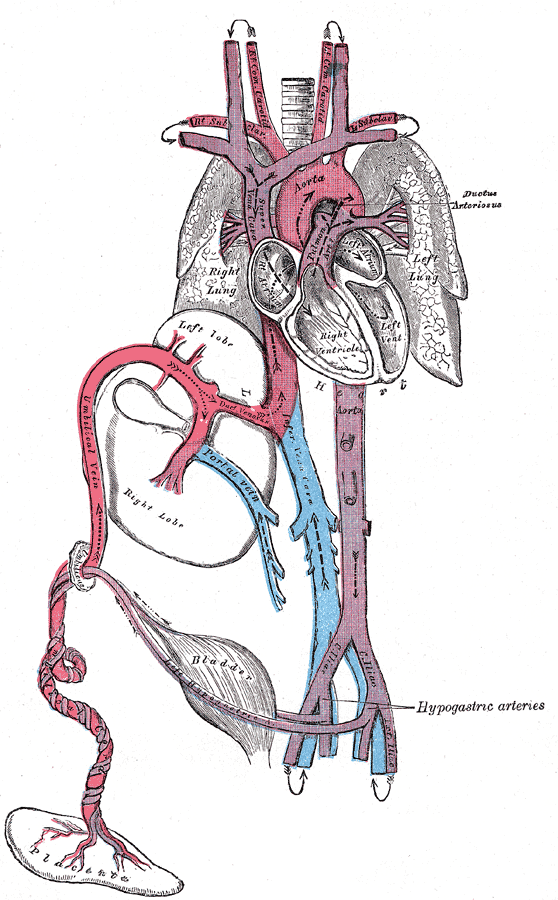
Schemat krążenia płodowego. Przewód tętniczy podpisany Ductus Arteriosus.

Przewód tętniczy, przewód Botalla (łac. ductus arteriosus, ductus Botalli) – naczynie krwionośne występujące w okresie płodowym u ssaków, stanowiące połączenie między tętnicą płucną a aortą, służące do ominięcia krążenia płucnego. 
U człowieka przewód tętniczy przebiega jako przedłużenie pnia płucnego, kierując krew z prawej komory serca do początkowego odcinka aorty zstępującej. Po urodzeniu dochodzi do zarośnięcia przewodu i przekształcenia go w więzadło tętnicze.
Nazwa eponimiczna przewodu upamiętnia włoskiego lekarza i anatoma Leonarda Botalla, uznawanego za jego odkrywcę.
Jedną z wrodzonych wad układu sercowo-naczyniowego jest przetrwały przewód tętniczy.